# Oberndorf am Neckar
Pour les articles homonymes, voir Oberndorf.
Oberndorf am Neckar est une ville de l'arrondissement de Rottweil dans le Land du Bade-Wurtemberg en Allemagne. Elle est située sur la Neckar à 15 km au nord de Rottweil.

## Historique
La manufacture d'armes royale d'Oberndorf est créée le 31 juillet 1811 par Frédéric Ier de Wurtemberg ; l'année suivante, elle emploie déjà 133 ouvriers. Il s'agit de l'usine Mauser originelle.
Historique sur le site internet de la commune

## Géographie

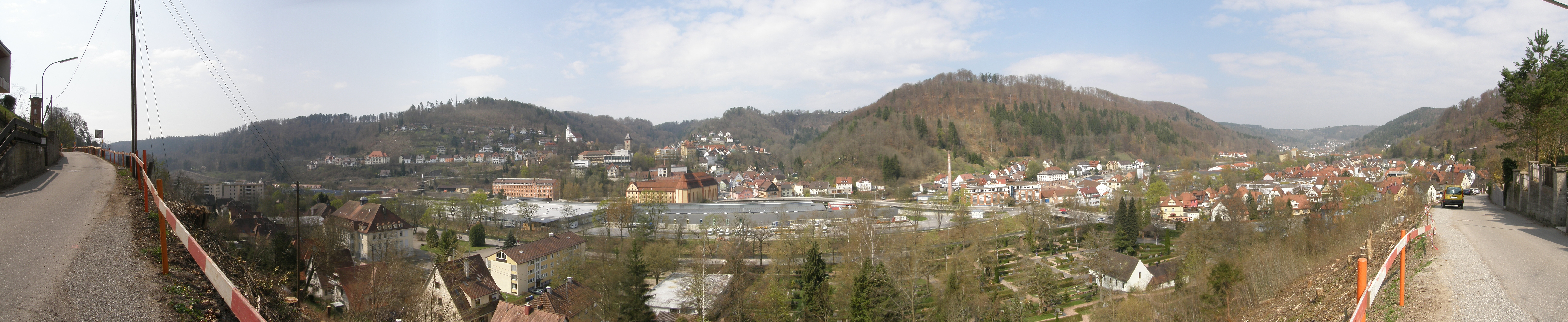
Panorama de la ville

## Villes jumelées[1]
- Thierville-sur-Meuse (France)
- Oberndorf bei Salzburg (Autriche)

## Quartiers
Oberndorf se compose de sept quartiers : Aistaig, Altoberndorf, Beffendorf, Bochingen, Boll, Hochmössingen et Oberndorf.

### Blasons

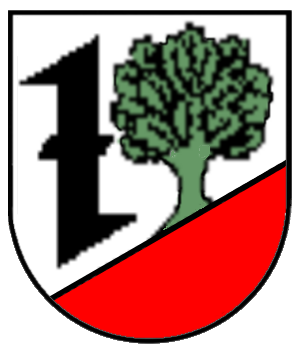
Aistaig
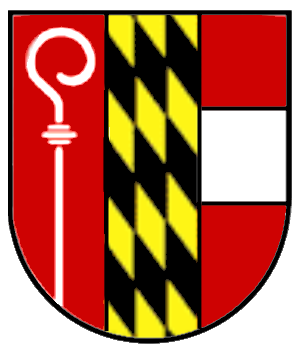
Altoberndorf
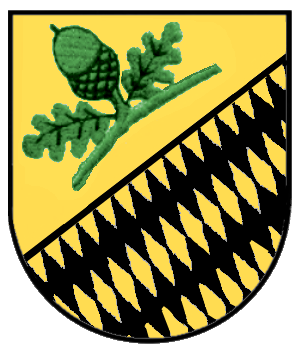
Beffendorf
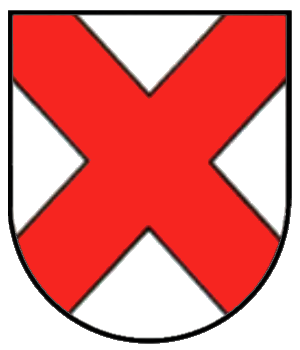
Bochingen
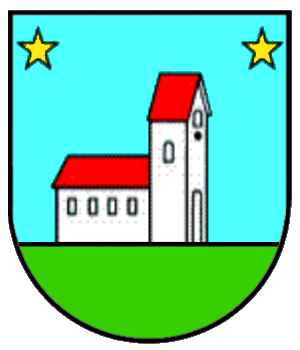
Boll
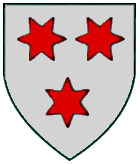
Hochmössingen
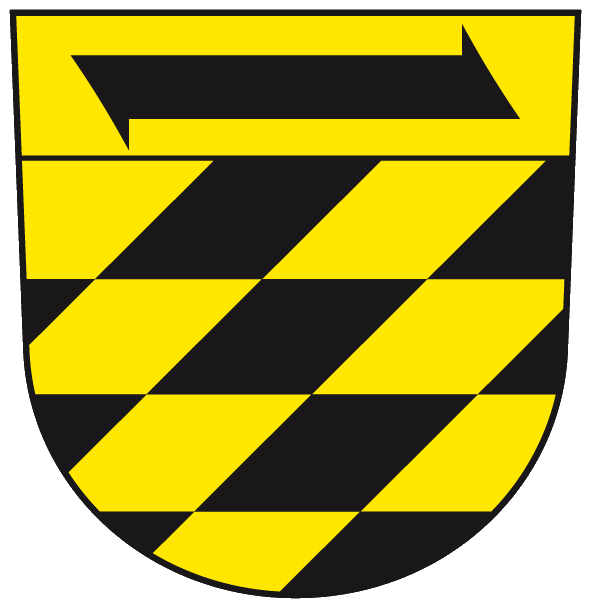
Oberndorf

## Monument
Le cloître et l'église attenante des Augustines (en allemand : Augustinerkloster), ont été construits de 1772 à 1779 par l'architecte Christian Großbayer dans le style baroque. À l'intérieur de l'église, restaurée en 1978, le statuaire est Johann Georg Weckenmann et les fresques ont été peintes par Johann Baptist Enderle. Le cloître sert actuellement d'hôtel de ville et l'église reçoit des manifestations culturelles (concerts).